# Parque del Castillo (Soria)
El parque del Castillo es un parque público situado en la ciudad de Soria (Castilla y León, España). Soria nació en un collado entre dos cerros, el del Mirón y el del Castillo, construido como fortaleza, sin embargo, quedó arruinado y se convirtió con sus restos en lo que ahora es un parque ubicado en un punto estratégico de la ciudad por su situación, panorámica y vistas al Duero.

## Historia
En el cerro del Castillo existió al menos desde la Edad de Bronce un castro celtibérico pues se han descubierto restos de un asentamiento supeditado, sin duda, a la existencia de Numancia. Durante la dominación árabe el castillo no pasaría de ser una simple atalaya o pequeña fortaleza que vigilaba esta zona del Duero y protegía la plaza musulmana de Medina-Soria. La construcción del castillo se atribuye al Conde Fernán González, aunque Soria fue conquistada definitivamente a los musulmanes a comienzos del siglo XII por el rey aragonés Alfonso I el Batallador casado con la reina castellana Urraca I. Su hijo Alfonso VII el Emperador realizó la barrera interior y Sancho IV las murallas exteriores. 
Durante la Guerra de la Independencia el brigadier José Joaquín Durán, ordenó en 1812 su destrucción, con la idea de evitar que los franceses pudieran fortificarse allí. La voladura del castillo dejó la edificación en ruinas, casi completamente destruida. Después de la contienda todo el recinto quedó abandonado. 
Tras varios intentos anteriores, en el año 1904 se proyectó del primero depósito de aguas captadas del Duero en las laderas del monte. Sin embargo no dio los resultados esperados ya que en 1938 puesto que el Consistorio soriano decidió realizar unos nuevos depósitos y la planta potabilizadora (actualmente en desuso), en el alto del cerro del Castillo, con lo que los primeros quedaron sin uso. Posteriormente se construyó el depósito mayor, circular en la década de los 60. Es en esta década cuando se procedió a la creación del parque y ajardinamiento de todo el entorno.

## Descripción

1 Torre del Homenaje
2 Puerta del Castillo
3 Muralla exterior
4 Muralla urbana
5 Iglesia de San Miguel de Cabrejas
6 Iglesia de San Martín de la Cuesta
7 Depósito de agua de 1904
8 Depósito de agua de 1938
9 Potabilizadora
10 Depósito de agua de 1965/Galería Expositiva H2O
11 Monumento al Sagrado Corazón
12 Casa del Ingeniero/Biblioteca de Verano
13 Piscina
14 Parador Nacional Antonio Machado
15 Mirador del Castillo
16 Mirador del Príncipe Cautivo
17 Fuente de la Paciencia
18 Postiguillo del Espino

Se puede acceder desde una pasarela peatonal con salida junto a la iglesia del Espino atravesando el Postiguillo del Espino, desde las escaleras que unen el Casco Histórico con la zona verde y también desde las Márgenes del Río Duero a través de una pasarela volada que recorre las Siete Curvas, así denominadas a las vueltas y revueltas que hace la carretera para vehículos que accede al mismo por la cara este, y que parte de la Fuente de la Paciencia. El Castillo posee ese justo equilibrio entre los espacios bien cuidados y el lujo de lo salvaje. Es sin duda, un balcón privilegiado a la ciudad de Soria salpicado de miradores.
El principal elemento constructivo del parque es el Castillo de Soria del que se conservan las ruinas de la Torre del Homenaje, el recinto amurallado interior y restos de la barrera exterior con su puerta o acceso flanqueado por dos cubos cilíndricos. En el castillo se puede intuir la plaza de armas en su centro y el lugar donde había un gran aljibe, en cuyo lugar se ha construido una piscina para niños. Dentro del recinto superior se encuentra el depósito de 1965 cuya construcción destruyó parte del recinto amurallado interior y en cuyos arcos laterales se ha acondicionado la Galería Expositiva H2O. Junto al depósito se encuentra la antigua potabilizadora, actualmente en desuso, construida en estilo neorománico y la Casa del Ingeniero, que es usada como biblioteca de verano; además hay juegos infantiles, mesas y fuentes para uso lúdico. En un lateral de la plataforma superior del cerro y con vistas a la ciudad, se encuentra el Parador Nacional Antonio Machado, reformado recientemente.
En la falda norte se encuentra también el primer depósito de agua de la ciudad, construido en 1904 junto al que se encontraba uno de los neveros y el Monumento al Sagrado Corazón de Jesús, inaugurado en 1944, obra del escultor madrileño Luís Hoyos. Según los historiadores también era en esta zona donde se extendía la judería y todavía se pueden observar las ruinas de la Iglesia de San Miguel de Cabrejas reaprovechadas para la construcción de una vivienda en el siglo XIX y las de San Martín de la Cuesta. También se encuentra el Mirador del Príncipe Cautivo al que se accede a través de una vereda que parte del Monumento del Sagrado Corazón y que desemboca en dicho mirador ya en la falda este del cerro y con vistas al Duero.
Entre sus valores naturales destaca la geología de la ladera este, con marcadas cárcavas, y la variedad de sus especies vegetales entre las que se encuentran cipreses, cedros, acacias, chopos, fresnos, almendros o tilos. Algunos de sus habitantes salvajes son las golondrinas, estorninos, grajillas, cernícalos, autillos, víboras, lagartos ocelados, murciélagos, ardillas, ratones de campo y algún zorro.